# Chlum (Krásné)
Chlum je malá vesnice a část obce Krásné v okrese Chrudim. Nachází se asi 2,5 kilometru severně od Krásného. Chlum leží v katastrálním území Polánka o výměře 5,07 km².

## Historie
První písemná zmínka o vesnici pochází z roku 1329.